# Aster Fissehatsion
Aster Fissehatsion   (Imperi d'Etiòpia, 1951) també coneguda com Astier Fesehazion, va ser una política eritrea i un presonera de consciència d'Amnistia Internacional. És l'antiga dona de l'exvicepresident d'Eritrea, Mahmoud Ahmed Sherifo.
Va ser detinguda el setembre de 2001 per formar part del G-15 . El 18 de setembre de 2001, va ser detinguda indefinidament juntament amb altres polítics del G-15, un grup que s'oposava al govern del president eritreu Isaias Afewerki. Aster juntament amb 15 ministres es mantenen en detenció en un lloc desconegut des d'aleshores. Les persones ministres criticaven la guerra fronterera de l'aleshores president Isaies i van signar una carta oberta.

## Vida política
Es va unir al Front d'Alliberament Popular d'Eritrea (EPLF) el 1974 i es va convertir en una figura destacada en la lluita per la independència a Eritrea. Després de la independència, va ocupar els càrrecs següents: membre del Consell Central del Front Popular per a la Democràcia i la Justícia (PFDJ) (El 1994, l'EPLF va canviar el seu nom pel de PFDJ ) membre de l' Assemblea Nacional ; Directora del Ministeri de Treball i Afers Socials.
El 1996, Fissehatsion va ser acomiadada de la seva feina per criticar el govern cada cop més autoritari, però va ser reintegrada el 1999. El maig de 2001, va ser una dels 15 alts càrrecs del partit, més tard coneguts com el G-15, que va publicar una carta oberta demanant un "diàleg pacífic i democràtic"; i demanant al president Isaias Afewerki que s'adhereixi als procediments parlamentaris i de govern correctes, celebrant reunions internes del partit i complint les promeses fetes pel PFDJ pel que fa a la reforma judicial.

## Detenció
El 18 de setembre de 2001, va ser detinguda indefinidament juntament amb altres polítics del G-15, un grup que s'oposava al govern del president eritreu Isaias Afewerki. Aster juntament amb deu ministres més van romandre en detenció en un lloc desconegut des d'aleshores. Els ministres criticaven la guerra fronterera del llavors president, Isaias, i van signar una carta oberta. Amnistia Internacional la considerava un pres de consciència. Des de la detenció, diversos governs i grups d'autoajuda han demanat al govern eritreu l'alliberament de les persones arrestates. Durant el 2011, Amnistia Internacional va llançar una campanya massiva en aquest sentit. Amnistia Internacional la va declarar presoners de consciència a ella i als deu altres detinguts i va demanar la llibertat immediata de tots ells. Va ser l'única dona dels onze detinguts i dels quinze polítics que es van oposar al president (tres van fugir del país i una li va retirar el suport).